# ウルリク2世 (ツェリェ伯)
ウルリク2世（スロヴェニア語：Ulrik II. Celjski，1406年 - 1456年11月9日）は、スロヴェニアのツェリェ伯。ハンガリー語名でツィレイ・ウルリク（Cillei Ulrik）とも呼ばれる。

## 生涯
ウルリク2世はツェリェ伯フリデリク2世（1379年 - 1454年）と、クロアチアの大貴族フランコパン家の娘エリザベタとの間に生まれた。幼い頃のことはほとんど知られていない。1434年、ウルリクはセルビア専制公ジュラジ・ブランコヴィチの娘カタリナと結婚した。
ハンガリー王国と神聖ローマ帝国に対するウルリクの影響力は、父が健在だったこともあって当初は目立たないものだった。ウルリクは1436年、父と一緒に叔母バルバラの夫である神聖ローマ皇帝ジギスムントにより帝国諸侯に叙せられた。ウルリクはハプスブルク家との激しい確執の結果、ツェリェの支配者としての権威を弱めてしまった。しかし後にハプスブルク家のローマ王アルブレヒト2世と同盟を結び、アルブレヒトによってボヘミア総督に任じられた。1439年にアルブレヒトが亡くなると、その未亡人である従妹エリーザベト（ジギスムントの娘）の協力者となり、1440年にはエリーザベトの生れたばかりの息子ラディスラウス・ポストゥムス（ラースロー5世）のハンガリー王戴冠式を主宰している。
ウルリクは新興貴族フニャディ家と対立するようになった。フニャディ・ヤーノシュは1443年にボスニア王ステファン・トヴルトコ2世が死んだ際にウルリクのボスニア王位継承を許さず、翌1444年にウルリクの義父ジュラジ・ブランコヴィチを攻撃するなどしてウルリクを憤慨させた。1446年、ハンガリー摂政となっていたフニャディは、ウルリクの支配下にあったクロアチアとスラヴォニアを攻めた。しかし1448年、フニャディは第2次コソボの戦いに敗れて権力を失い、一方のウルリクは1450年、名目上はハプスブルク王家による討伐という形で、ハンガリーへの十字軍遠征を行って成功を収めた。1452年、ウルリクは皇帝フリードリヒ3世に、幼いハンガリー王ラディスラウスの後見人の地位を譲らせ、事実上のハンガリーの支配者となった。1454年、父の死でその莫大な財産を相続したことにより、ウルリクの権勢はさらに高まった。そして1456年に政敵フニャディ・ヤーノシュが死ぬと、国王ラディスラウスにより、フニャディが保持していたハンガリー軍総司令官の地位を与えられた。
同年の11月8日、ウルリクは国王とともにベオグラードに入城したが、その翌日、不可解な状況下で亡きフニャディの息子フニャディ・ラースローの手先によって暗殺された。ウルリク2世の死によってツェリェ伯家の男系は途絶えた。
ウルリクの野心は人文主義者エネア・シルヴィオ・ピッコロミニ（後の教皇ピウス2世）の政治色の強い著作の中で批判されている。

## 子女
1434年4月20日、ウルリクはセルビア専制公ジュラジ・ブランコヴィチとエイレーネー・カンタクゼネとの間に生まれた娘カタリナ・カンタクゼネと結婚した。夫妻は3人の子供をもうけた。
- ヘルマン（1452年没）
- ユーリー（1443年没）
- エリザベタ（1441年 - 1455年）…フニャディ・マーチャーシュ（後のハンガリー王マーチャーシュ1世）と婚約

 この記述にはアメリカ合衆国内で著作権が消滅した次の百科事典本文を含む: Chisholm, Hugh, ed. (1911). "Cilli, Ulrich". Encyclopædia Britannica (英語). Vol. 6 (11th ed.). Cambridge University Press. p. 366.